# Трансформери 3
«Трансформери 3», в оригіналі «Трансформери: Темна фаза Місяця» (англ. Transformers: Dark of the Moon) — американський бойовик 2011 року, знятий Майклом Беєм. Третя стрічка у серії фільмів «Трансформери», сиквел «Трансформери: Помста полеглих» (2009). Уперше показаний 23 червня 2011 року на Московському кінофестивалі. У США та Україні прем'єра фільму відбулася 29 червня 2011 року.
У світовому прокаті «Трансформери 3» зібрали понад 1,1 млрд. доларів США, ставши найприбутковішою частиною в серії, а також посівши п'яте місце у списку найкасовіших фільмів в історії. В українському прокаті стрічка зібрала понад 4 млн доларів США, посівши шосте місце в українському рейтингу найкасовіших фільмів.

## Сюжет
Оптимус Прайм згадує останні дні війни на Кібертроні, коли було здійснено відчайдушну спробу відправити корабель, здатний врятувати помираючу планету трансформерів. На Землі в 1969 році стартує ракета до Місяця. Астронавти мають таємну місію — дослідити уламки чужопланетного корабля, знайдені на невидимому боці супутника нашої планети. Всередині корабля виявляються останки трансформерів, та один з них після відльоту людей вмикається.
У наш час Сем Вітвікі закінчив університет, порвав стосунки з Мікаелою і тепер зустрічається з Карлі, але ніяк не може знайти роботу. До того ж Мікаеля лишила йому міні-конів Вілі, Брейнза і пса. Тим часом Автоботи допомагають людям розв'язувати їхні конфлікти. Одним із завдань стає операція в Чорнобилі, де було зафіксовано об'єкт чужопланетного походження. Послана команда відшукує матеріали радянської місячної програми, а серед них кібертронський пристрій. Нападає червоподібний Десептикон Дриллер, Оптимус Прайм спішить на допомогу. Шоквейв встигає забрати пристрій, в якому Оптимус впізнає уламок давно зниклого корабля Автоботів.
Сему і надалі не вдається знайти роботу, до того ж до нього ставляться підозріло через колишні зв'язки з трансформерами. Оптимус зустрічається з Баззом Олдріном, що був у місячній експедиції та розказує, що на Місяці, схоже, лежить корабель «Арка» винахідника Сентинела Прайма. Він перевозив технологію, що мала переломити хід кібертронської війни. Автоботи на новозбудованому кораблі вирушають на Місяць до місця падіння «Арки», після чого забирають Сентинела і вантаж. Меґатрон та інші вцілілі Десептикони переховуються в Африці. Вони обговорюють те, що план спрацював, Автоботи знайшли корабель і тепер слід усунути всіх свідків серед людей. Лазербік вилітає убивати всіх, хто знав про стосунок Десептиконів до пошуків «Арки». Свідком загибелі програміста Ванга стає Сем Вітвікі.
На Землі на базі «NEST» Оптимус вмикає Сентинела, котрий одразу згадує про Стовпи. Ця технологія здатна створити «космічний міст» між віддаленими точками Всесвіту. Але вціліло тільки 5 з сотень. На базу прибуває і Сем аби довідатися що відбувається. Йому вдається довідатися як Ванг приховав якісь знімки з Місяця. Сем допомагає розшукати радянських комонавтів, які розповідають про викрадення Десептконами Стовпів ще до висадки на Місяці американців. Він розуміє, що лиходії лишили Сентинела, бо тільки він може активувати Стовпи, а оживити його здатен один Оптимус. Його підозра справджується, Десептикони беруться полювати на Сентинела. Коли робота-винахідника рятують, той несподівано вбиває Айронхайда і оголошує, що має угоду з Десептиконами.
Сентинел створює «космічний міст» з Вашингтона на Місяць, яким телепортує схованих там трансформерів і літаки. Він запевняє Оптимуса, що тільки союз з Десептиконами може врятувати Кібертрон, але той непохито відкидає таку думку. Уряд приймає рішення депортувати Автоботів на іншу планету. Оптимус погоджується, вважаючи для себе ганьбою невпізнання у Сентинелі зрадника. Він прощається з Семом та каже, що відтепер боротьба з Десептиконами лежить на самих людях. Агент Десептиконів з «NEST» примушує Сема розпитати у Оптимуса план його подальших дій, але той відповідає, що ніякого плану немає. Коли корабель стартує, Старскрім збиває його.
Сентинел з Десептиконами розставляє Стовпи по всьому світу, знищуючи всякий опір. Сем вирушає на пошуки Карлі, знайшовши дівчину, він зустрічає Оптимуса. Той пояснює — на кораблі не було Автоботів, вони мусили переконати Десептиконів наче їх не стало. Меґатрон будує фортецю в Чикаго, де поміщено керівний Стовп, про що дізнається Карлі. Сему разом з нею вдається втекти від Дриллера, та завадити запуску Стовпів ніхто не може. «Космічний міст» починає переносити Кібертрон на орбіту Землі. Старскрім наздоганяє Сема, щоб помститися за минулі невдачі, але гине від вибуху бомби.
Вілі з Брейнзом викрадають ворожий літак і проникають на десептиконський кораебль. Коли Меґатрон збирається застрелити Бамблбі, вони скидають корабель на нього, чим рятують Автобота. Але телепортація Кібертрона триває, Сентинел Прайм оголошує свій план зробити з людей рабів і їхніми силами відновити Кібертрон. Оптимус вибиває керівний Стовп, планета трансформерів лишається перенесеною на половину. Попри бій з Оптимусом, Десептиконам вдається повернути Стовп на місце. Карлі знаходить Меґатрона та зауважує, що тепер Сентинел буде лідером Десептиконів, а не він. Розгніваний Меґатрон втручається в бій Сентинела з Оптимусом. Це дає шанс людським солдатам вдруге збити Стовп, як наслідок Кібертрон колапсує та затягується назад. Оптимус врешті долає Сентинела.
Бамблбі жартома дарує Сему з Карлі шестерні як обручки. Оптимус обіцяє не відступати від захисту людей.

## Актори та персонажі

### Люди
| Актор                   | Роль             |
| ----------------------- | ---------------- |
| Шая Лабаф               | Семуель Вітвікі  |
| Джош Демел              | Вільям Леннокс   |
| Тайріз Гібсон           | Роберт Еппс      |
| Джон Туртурро           | Сеймур Сіммонс   |
| Кевін Данн              | Рональд Вітвікі  |
| Джулі Вайт              | Джуді Вітвікі    |
| Роузі Хантінгтон-Вайтлі | Карлі            |
| Патрік Демпсі           | Ділан            |
| Джон Малкович           | Брюс             |
| Френсіс Макдорманд      | Марісса Фейрборн |

### Автоботи
- Оптимус Прайм (голос — Пітер Каллен) — тягач Peterbilt
- Сентінел Прайм (голос — Леонард Німой) — пожежна машина
- Бамблбі — Chevrolet Camaro
- Айронхайд (голос — Джесс Харнелл) — пікап GMC Topkick.
- Ретчет (голос — Роберт Фоксуорт) — рятувальний джип Hummer H2
- Сайдсвайп (голос — Андре Согліуззо) — Chevrolet Corvette
- Сілверболт (голос — Джеймс Ейврі)

### Десептикони
- Мегатрон (голос — Хьюго Уівінг) — вантажівка Mack Titan
- Старскрім (голос — Чарлі Адлер) — надзвуковий винищувач «F-22 Raptor»
- Саундвейв (голос — Френк Уелкер) — (альт-форма Саундвейва — супутник в другій частині Трансформери: Помста полеглих) легковий автомобіль «Mercedes-Benz SLS AMG»
- Шоквейв (голос — Корі Бертон) — кібертронський танк

## Саундтрек

### Композиції
| #   | Назва                                                                         | Тривалість |
| --- | ----------------------------------------------------------------------------- | ---------- |
| 1.  | «(Iridescent) - Linkin Park»                                                  | 4:01       |
| 2.  | «Монстр (Monster) - Paramore»                                                 | 3:20       |
| 3.  | «Єдина моя надія - це ти (The Only Hope For Me Is You) - My Chemical Romance» | 4:32       |
| 4.  | «Віра (Faith ) - Taking Back Sunday»                                          | 3:08       |
| 5.  | «Дно (The Bottom) - Staind»                                                   | 4:21       |
| 6.  | «Пройди через це (Get Thru This) - Art of Dying»                              | 4:23       |
| 7.  | «(All That You Are) - Goo Goo Dolls»                                          | 3:12       |
| 8.  | «Голова над водою (Head Above Water) - Theory of a Deadman»                   | 3:32       |
| 9.  | «(Set The World On Fire) - Black Veil Brides»                                 | 3:40       |
| 10. | «(Awake and Alive) - Skillet»                                                 | 3:29       |
| 11. | «(Just Got Paid) - Mastodon»                                                  | 3:33       |